# Popești (gmina Golești)
Popești – wieś w Rumunii, w okręgu Vâlcea, w gminie Golești. W 2011 roku liczyła 563 mieszkańców.